# Аль-Кака ибн Амр
Аль-Кака ибн Амр ибн Малик Аль-Тамими (араб. القعقاع بن عمرو بن مالك التميمي الراعي‎) — сподвижник исламского пророка Мухаммеда, арабский мусульманский командир и генерал Праведного халифата, принадлежавший к племени Бану Тамим. Он и его племя обратились в ислам, возможно, во времена Аль-Ахнафа. Он известен как успешный военачальник, который принял участие в двух важных победоносных сражениях в раннем мусульманском завоевании, битве при Ярмуке против Византийской империи (под командованием Халида ибн аль-Валида) и битве при аль-Кадисийи против Сасанидской империи, которую возглавлял Саад ибн Абу Ваккас. Халиф Абу Бакр восхвалял его как равного одиннадцати тысячам человек, поэтому в ответ преемник халифа, халиф Умар ибн аль-Хаттаб, послал только Кака и горстку телохранителей в первой волне подкреплений в Кадисию. Кака был одним из самых выдающихся военных деятелей своей эпохи.

## Биография

### Войны с вероотступниками
В 631 году н.э. Кака ибн Амр Ат-тамими обратился вместе со своим племенем в ислам. Но на короткий период он и другие тамим присоединились к силам лжепророчицы Саджах бинт аль-Харис, прежде чем она была покорена во время войны с вероотступниками. Позже он провел успешную военную кампанию под командованием Халида ибн Валида, подавив другого лжепророка, Тулайху, в битве при Бузахе. После окончания войн с вероотступниками он продолжил следовать за Халидом в походе на Сирию и Ирак.

### Мусульманское завоевание Ирака и Сирии
Кака принял участие в битве сцепленных, и однажды, когда Кака увидел, как Халид сражается с воином Сасанидов Хормузаном, Кака немедленно бросился, увидев, что Хормуз послал ему на помощь пять-шесть солдат, набросившись на Халида, чтобы прервать поединок. Затем Кака и Халид одолели Хормузана и его охрану, убив всех солдат Сасанидов, которые намеревались убить Халида во время поединка, вместе с Хормузаном. Сообщается, что во время этой битвы Кака сказал: «Мы растоптали Хормуза с яростью, сдерживаемой...».
Позже, когда разгневанные арабы-христиане этой области стремились отомстить за своего лидера Акку, павшего в битве при Аль-Анбаре, они связались с персидским командиром по имени Бахман, который в свою очередь разделил персидско-арабские силы на две полевые армии и отправил их из Ктесифона. Первая сила под командованием Рузбеха двинулась в Хусайд, а другая, под командованием Зармара, двинулась в Ханафис. На данный момент эти две армии были расположены в разных районах для удобства передвижения и управления, но они не должны были выходить за эти места, пока арабы-христиане не будут готовы к битве. Бахман планировал сосредоточить всю имперскую армию, чтобы либо дождаться нападения мусульман, либо отправиться на юг, чтобы сразиться с мусульманами в Хире.
Эту ситуацию Халид предвидел ещё до своего прибытия в Хиру из Думат аль-Джандаля, когда он разделил мусульманский гарнизон Хиры на два корпуса, один из которых он отдал под командование Кака, а другой под командование Абу Лайлы. Халид отправил их обоих в Айн-уль-Тамр, где он присоединится к ним немного позже, после того как войска, сражавшиеся в Думат аль-Джандале, отдохнут. Силы Кака состояли из двух подразделений воинов кочевого племени, называемых «Праведные» (аль-Барарах) и «Лучшие» (аль-Хийара), тогда как подразделение аль-Хийара возглавлял Исмах ибн Абдаллах.
Когда силы Кака встретились с Зармаром в битве при Хусайде, в то время как Абу Лайла встретил Рузбиха в Ханафисе, Кака немедленно приказал своим войскам скакать вперед, согласно инструкции Халида, всякий раз, когда они встречали вражеские силы на своем марше. В ответ Зармар немедленно попросил Рузбиха, который был заблокирован войсками Абу Лайлы, помочь его войскам, а не вступать в бой с Абу Лайлой. Кака лично убил Зармара, в то время как Рузбих, в свою очередь, был убит Исмахом. После этого мусульмане атаковали. По мере того, как битва продолжалась, персы и их союзники начали осознавать свои потери и отступили в Ханафис.
Когда персидский гарнизон в Ханафисе узнал о поражении своего войска при Хусейде и о смерти их командующего Зармара, Мабхузаб и его войска покинули Ханафис и вместе со своими войсками двинулись в Музайю, дальше на север, где было больше сил и более сильная оборона. Когда мусульманские войска под командованием Абу Лейлы прибыли в Ханафис, они обнаружили, что там нет персидских войск, которые могли бы их встретить.
Позже Халид сделал крюк, чтобы вернуться в свою главную ставку, чтобы встретиться с Кака и Абу Лайлой, продолжая преследование персов и их арабских союзников по направлению к Музайе. Во время своего возвращения в Айн аль-Тамр Халид ехал на своем верблюде вместо лошади.
В знаменитой битве при Ярмуке под командованием Халида Кака служил подчиненным Халида офицером в элитной мобильной кавалерии, впоследствии приняв участие в роли «пожарной бригады», закрывая все слабые места или укрепляя разбитые ряды мусульман.
Халиф Умар ибн аль-Хаттаб послал аль-Кака ибн Амра принять участие в битве при Кадисии. 17 ноября 636 года его отряды достигли поля битвы в полдень. Перед прибытием Кака разделил свои войска на несколько меньших групп и приказал им появляться на поле битвы одна за другой, создавая впечатление, что прибывает большое подкрепление. Кака был занят поднятием боевого духа и размещением своих товарищей в том месте, где он расстался с ними накануне. Слоны персидской армии были серьезным препятствием для мусульман. Чтобы решить эту проблему, Кака прибег к гениальному приему. Верблюды в его армии были замаскированы, чтобы выглядеть как странные монстры. Эти «монстры» были перемещены на фронт Сасанидов, и, увидев их, лошади Сасанидов развернулись и убежали. Из-за дезорганизации сасанидской кавалерии персидская пехота слева и в центре стала уязвимой. Саад приказал мусульманам начать полномасштабную атаку. После того, как персидская армия была разгромлена, Кака ибн Амр отправился в погоню и убил персидского генерала Бахмана, командовавшего сасанидской армией в битве у моста.
18 ноября 636 года когда битва возобновилась, аль-Кака возглавил авангардную кавалерию из 300 человек, сопровождаемую Кайсом бин Хазимом, который возглавлял родственников племени Хашим из Сирии вместе с местными иракскими племенными воинами. На этот раз они были вовлечены в ближний бой против корпуса слонов Сасанидов. Мусульманская кавалерия ослепила слонов и отсекла им хоботы копьями и другим оружием ближнего боя, в то время как мусульманские лучники сражались с наездниками на слонах. Позже в тот же день ситуация стала ужасной для мусульман, несмотря на то, что они уже уничтожили корпус слонов, потому что Сасаниды сражались еще более яростно, в результате чего сородич аль-Каки, Халид бин Ямар ат-Тамими, был убит ночью. Следовательно, аль-Кака была поставлена задача по инициативе оживления мусульманской армии.

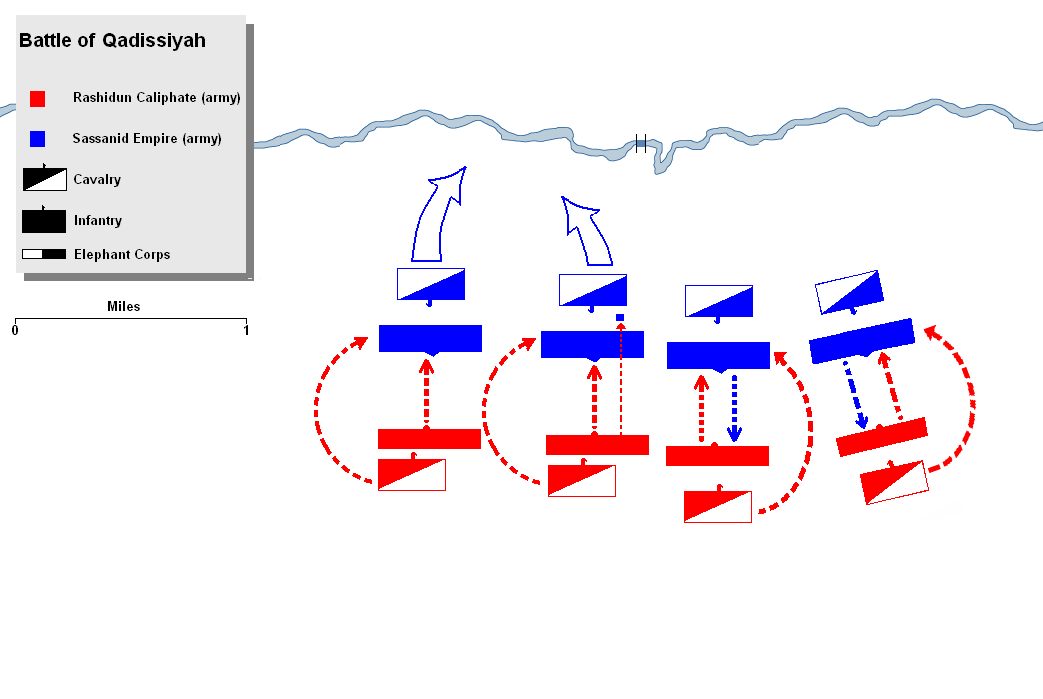
Мусульмане атакуют персидский фронт, люди аль-Каки проникли в правый центр персидской армии и убили Рустума

На рассвете 19 ноября 636 года бои прекратились, но битва все еще была безрезультатной. Аль-Кака, с согласия Саада, теперь действовал как полевой командир мусульманских войск. Сообщается, что он обратился к своим людям следующим образом:

«Если мы будем сражаться еще час или около того, враг будет повержен. Так что, воины Бани Тамим, сделайте еще одну попытку, и победа будет за вами».
Мусульманский левый центр во главе с аль-Какой рванулся вперед и атаковал правый центр Сасанидов, за которым последовала общая атака мусульманского корпуса. Сасаниды были застигнуты врасплох возобновлением битвы. Левое крыло и левый центр Сасанидов были отброшены назад. Аль-Кака снова повел группу мубаризунов против левого центра Сасанидов, и к полудню он и его люди смогли прорваться через центр Сасанидов.
Во время битвы при Джалуле Михран вступил со своими войсками в открытый бой, и Хашим ибн Утба решил осуществить свой маневр. Он отправил сильный кавалерийский полк под командованием одного из своих самых прославленных кавалерийских командиров, Кака ибн Амра, чтобы захватить мост через укрепления. Мост не был хорошо охраняем, так как практически все имеющиеся персидские войска были использованы для атаки на главный ряд мусульманской армии. Кака обошел персидский правый фланг и быстро захватил мост у них в тылу. Известие о сильном отряде мусульманской кавалерии у них в тылу стало серьезным ударом по персидскому боевому духу. Хашим начал фронтальную атаку мусульманской пехотой, в то время как Кака ударил в тыл персов своей кавалерией. Таким образом, армия Сасанидов оказалась в ловушке и в результате была разгромлена.
После окончания кампании в Джалуле он остался и некоторое время занимал военный пост в Куфе.

### Оборона Эмесы
В 638 году Эмеса была осаждена коалиционными силами арабских христианских племен из Джазиры, которые были собраны Ираклием I в попытке предотвратить потери византийских территорий из-за быстрого расширения Праведного халифата в Леванте. По приказу Умара Саад ибн Аби Ваккас немедленно отправил Кака с 4000 солдатами на помощь защитникам Эмесы, которыми руководили его бывшие начальники во время битвы при Ярмуке, Абу Убайда и Халид ибн Валид. Позже, когда христианские арабские коалиции сняли осаду, Халид и Кака немедленно вышли из форта, чтобы преследовать врага и нанесли тяжелые потери бежавшим силам арабской христианской коалиции.

## Первая мусульманская гражданская война
Во время восстания против правления халифа Усмана ибн Аффана, Кака быстро подавил мятежный потенциал, принесенный Язидом бин Кайсом аль-Архаби. Много раз он использовал свою собственную репутацию героя Халифата, которого уважали и боялись народы Куфы, чтобы охладить накаленную политическую атмосферу до и после убийства халифа Усмана. Он даже пытался посредничать между фракциями халифа Али и Аиши для последующих мирных переговоров, хотя его попытки были бесплодны, и Битва Верблюда все равно произошла.
После окончания гражданской войны он был уволен халифом Муавией I вместе с другими сторонниками Али из Куфы и сослан в Иерусалим.

## Смерть
Несмотря на изгнание, он позже вернулся в Куфу, где, как утверждается, и умер позднее, уже на пенсии.